# Marielle Gallo
Marielle Gallo-Boullier (ur. 19 maja 1949 w Lons-le-Saunier) – francuska prawniczka, pisarka (publikująca jako Marielle Gallet) i polityk, posłanka do Parlamentu Europejskiego VII kadencji. Żona Maksa Gallo.

## Życiorys
Mieszkała w Abidżanie, po powrocie do Francji ukończyła w Paryżu studia prawnicze. Od końca lat 70. praktykowała jako adwokat, specjalizując się w zakresie prawa pracy. Zajmowała się jednocześnie działalnością pisarską, publikując głównie romanse. Napisała m.in. L'ombre de l'Acacia (1997), Une femme entretenue (1999), La passion d'Églantine Verpillat (2001), La dormance (2004) i Votre esclave (2005).
W 1993 bez powodzenia kandydowała do parlamentu z ramienia lewicowego Ruchu Obywatelskiego, przegrywając w okręgu wyborczym m.in. z Édouardem Balladurem. W 2007 znalazła się (obok Jeana-Marie Bockela) wśród założycieli Nowoczesnej Lewicy, partii skupiającej lewicowych zwolenników Nicolasa Sarkozy’ego. W 2009 została wybrana do Parlamentu Europejskiego z ramienia koalicji prezydenckiej, opartej na Unii na rzecz Ruchu Ludowego.